# Romina Fasulo
Romina Fasulo (Montevideo, 27 de setembre de 1982), és una activista, estudiant i política uruguaiana.
Filla de l'auxiliar d'infermeria Delia Teresa Iturbide López i del metge pediatre i forense Pablo Lisandro Fasulo Carro. Bessona de Luciana Colette Fasulo Iturbide. Va cursar els seus estudis primaris en el Colegio Santa María de la Guarda en Santiago Vázquez, i els seus estudis secundaris en el Liceu Maturana, Liceu Gabriela Mistral i Liceu Alberto Candeau. Estudia a la Facultat de Dret de la Universitat de la República.
Es presenta a les Eleccions departamentals i municipals d'Uruguai de 2020, com a candidata a suplent de la economista i empresària uruguaiana Laura Raffo; pel Partit de la Gent, partit polític creat el 2016.